# Prairie Creek (Arkansas)
Prairie Creek – jednostka osadnicza w Stanach Zjednoczonych, w stanie Arkansas, w hrabstwie Benton.